# Israël Berghman
Israël Berghman, född 4 februari 1864 i Nättraby i Blekinge, död 16 december 1945 i Stockholm, var en svensk grosshandlare.
Berghman avlade mogenhetsexamen i Karlskrona 1883, läste vid Göteborgs handelsinstitut 1883-1884, var anställd på handelskontor i Göteborg 1884-1888 och därefter hos firman Nicolai Johannsen i Stockholm. Där blev han delägare 1899. Vid firmans övergång till aktiebolag 1916 blev han styrelseordförande och var så fram till 1919. Han var styrelseledamot och revisor i flera bolag och ideella föreningar.
Han var son till lantbrukaren P. Israelson, men fick efternamnet efter fosterfadern kamrer Johan August Berghman. Israël Berghman gifte sig år 1900 med Esther Nevander.